# 회프다토르그 타워 1
회프다토르그 타워 1(아이슬란드어: Höfðatorg)는 아이슬란드의 사무용 건물이다. 높이는 74m이며 층수는 19층이다. 2009년 완공되었다.
건물의 이름은 근처에 위치한 역사적 장소인 회프디에서 영감을 받았다.

## 같이 보기
- 아이슬란드의 마천루 목록